# وسم على ساعدي (اغنية)
وسمٌ على ساعدي، نقشٌ على بدني أغنية وطنية سعودية من تأليف الشاعر محمد علي صيقل، وألحان وغناء الفنان محمد عمر. تم انتاجها عام 1990م .

## قصة الأغنية
تم تلحين الأغنية أثناء تصوير برنامج تلفزيوني في جزيرة فرسان الواقعة في جنوب السعودية. حيث التقى شاعر القصيدة، محمد علي صيقل، بالفنان السعودي محمد عمر، الذي قدم له ديوانه الشعري. لفتت القصيدة انتباه الفنان محمد عمر، فقام بتلحينها في نفس اللحظة بحضور عدد من المسؤولين من التلفزيون السعودي. بعد ذلك، انتقل إلى مدينة جدة لتسجيلها صوتياً، ثم نفذها موسيقياً في القاهرة على نفقته الخاصة عام 1990م.

## انتشار الاغنية
حققت أغنية "وسم على ساعدي" نجاحًا كبيرًا في البث التلفزيوني والإذاعي، حيث احتلت المرتبة الأولى ضمن أفضل 5 أغاني وطنية سعودية حديثة. تم تصويرها لصالح التلفزيون السعودي، وساهمت العديد من المحطات الكبرى في عرضها، بما في ذلك محطات ART وقنوات أوربت وMBC، بالإضافة إلى الإذاعات السعودية المعروفة مثل خزامى FM وألف ألف FM وUFM. كما تم بثها رقميًا عبر يوتيوب ومنصات الصوت، حيث تجاوزت مشاهداتها واستماعاتها 20 مليون مرة.

## تدريس قصيدة الاغنية
اعتمدت وزارة التعليم في السعودية تدريس قصيدة "وسم على ساعدي" لطلاب الصف الخامس الابتدائي ، وهي حاضرة كأغنية لها رمزيتها في أذهان الأطفال، حينما كانت تصاحب أسماعهم عبر أثير الإذاعات كل صباح وهم في طريقهم إلى المدارس.

## كلمات الاغنية
وسم على ساعدي نقش على بدني
وفي الفؤاد وفي العينين يا وطني
قصيدتي أنت منذ البدء لحنها
أجدادي الشم فانثالت إلى اذني
غنيتها للرمال السمر في شغف
وللصواري وللأمواج والسفن
يا موطني إنني أهواك في وله
يا نكهة حلوة تنساب في بدني
فـإن سلوتك هيئ لي إذن كفني